# Alternativa Valenciana
Alternativa Valenciana és un partit polític del País Valencià, fundat en 1998 com escissió d'Unió Valenciana i d'Iniciativa de Progrés de la Comunitat Valenciana. Dirigit per Rafael Navarro, va concórrer a les eleccions autonòmiques i municipals de 1999, en les quals va obtenir 8.073 vots (d'ells 3.389 vots a la ciutat de València) i 11 regidors arreu del País Valencià. La formació es va reintegrar a Unió Valenciana en 2005.